# KNVB Beker 1971/72
De 54ste editie van de KNVB Beker kende AFC Ajax als winnaar. Het was de zevende keer dat de club de beker in ontvangst nam. Ajax versloeg FC Den Haag in de finale.
Aan het toernooi namen 32 ploegen deel: alle achttien clubs uit de Eredivisie en veertien clubs uit de Eerste divisie. Zeven ploegen uit de Eerste divisie werden uitgesloten van deelname. Bepalend hiervoor was de competitiestand van 28 november 1971.

## Eerste ronde
De loting voor de eerste ronde was op 1 december 1971. De eredivisieclubs, uitgezonderd promovendi FC Den Bosch '67 en Vitesse, konden niet tegen elkaar loten. De eerste ronde vond plaats op 9 januari 1972.
| Datum          | Wedstrijd                       | Uitslag                    | Scoreverloop |
| -------------- | ------------------------------- | -------------------------- | --- |
| 7 januari 1972 | DWS – Vitesse                   | 1 – 0 (0 – 0)              | 56' Niels Overweg 1-0 |
| 9 januari 1972 | Ajax – PEC Zwolle               | 8 – 3 (3 – 1)              | 25' Gerrie Mühren 1-0, 28' Jan Rorije (e.d.) 2-0, 36' Jan Hoogendoorn 2-1, 37' Sjaak Swart 3-1, 52' Klaas Drost 3-2, 59' Johan Cruijff 4-2, 64' Fons Stoffels 4-3, 67' Johan Cruijff 5-3, 70' Piet Keizer 6-3, 75' Johan Neeskens 7-3, 85' Sjaak Swart 8-3 |
| 9 januari 1972 | AZ '67 – FC Den Haag            | 1 – 1 n.v. (1 – 1) (0 – 0) | 69' Sjaak Roggeveen 0-1, 88' Zygmunt Schmidt 1-1 FC Den Haag wint na strafschoppen |
| 9 januari 1972 | Feyenoord – Blauw Wit           | 3 – 0 (1 – 0)              | 27' Hans Posthumus 1-0, 55' Hans Posthumus 2-0, 75' Matthias Maiwald 3-0 |
| 9 januari 1972 | Fortuna SC – FC Twente '65      | 1 – 0 (1 – 0)              | 18' Kalle Oranen (e.d.) 1-0 |
| 9 januari 1972 | FC Groningen – FC Den Bosch '67 | 1 – 0 (1 – 0)              | 24' Wim van der Heide 1-0 |
| 9 januari 1972 | Haarlem – FC Utrecht            | 2 – 0 (1 – 0)              | 15' Ton Smit 1-0, 75' Tonnie Nieuwenhuys 2-0 |
| 9 januari 1972 | Heerenveen – Sparta             | 0 – 1 (0 – 0)              | 74' Janusz Kowalik 0-1 |
| 9 januari 1972 | Heracles – Go Ahead             | 1 – 4 (0 – 2)              | 9' Gerrie de Winkel 0-1, 35' Ruud Geels 0-2, 60' Hans Roordink 1-2, 62' Gerrie de Winkel 1-3, 86' Bart Kolkman 1-4 |
| 9 januari 1972 | NAC – SVV                       | 1 – 0 (1 – 0)              | 35' Stanley Bish 1-0 |
| 9 januari 1972 | N.E.C. – Roda JC                | 2 – 1 (1 – 0)              | 2' Cas Janssens 1-0, 52' John Meuser 1-1, 60' Frans Eggenkamp 2-1 |
| 9 januari 1972 | PSV – Eindhoven                 | 2 – 0 (0 – 0)              | 52' Harry Lubse 1-0, 88' Johan Devrindt 2-0 |
| 9 januari 1972 | Telstar – Wageningen            | 0 – 1 (0 – 1)              | 44' Ger Meurs 0-1 |
| 9 januari 1972 | Veendam – Volendam              | 0 – 1 (0 – 1)              | 30' Jan Bond 0-1 |
| 9 januari 1972 | FC VVV – MVV                    | 0 – 1 (0 – 0)              | 65' Willy Brokamp 0-1 |
| 9 januari 1972 | Willem II – Excelsior           | 1 – 2 (1 – 1)              | 25' Ad Verdonschot 1-0, 38' Rien van der Vaart 1-1, 59' Aad den Butter 1-2 |

## Tweede ronde
Voor de tweede ronde plaatsten zich dertien ploegen uit de Eredivisie en drie ploegen uit de Eerste divisie. De wedstrijden vonden plaats op 10, 12, 13 en 20 februari 1972.
| Datum            | Wedstrijd                 | Uitslag                    | Scoreverloop |
| ---------------- | ------------------------- | -------------------------- | --- |
| 10 februari 1972 | N.E.C. – NAC              | 1 – 0 (1 – 0)              | 33' Frans Eggenkamp 1-0 |
| 12 februari 1972 | MVV – FC Den Haag         | 1 – 2 (1 – 1)              | 10' Wietze Couperus 0-1, 12' Willy Brokamp 1-1, 47' Sjaak Roggeveen 1-2,                                                                                             |
| 13 februari 1972 | Excelsior – Haarlem       | 3 – 0 (1 – 0)              | 12' Wim Meutstege 1-0, 53' Hans Bassant 2-0, 60' Wim Meutstege 3-0                                                                                                   |
| 13 februari 1972 | FC Groningen – Wageningen | 3 – 4 n.v. (2 – 2) (2 – 0) | 8' Bert Oldenburger 1-0, 41' Bjarne Jensen 2-0, 54' Henny Roelofs 2-1, 65' Aart Ooms 2-2, 94' Ger Meurs 2-3, 109' Gerdo Hazelhekke 2-4, 120' Martin Koeman (pen) 3-4 |
| 13 februari 1972 | Sparta – Feyenoord        | 2 – 2 n.v. (2 – 2) (1 – 1) | 12' Hans Venneker 1-0, 22' Franz Hasil 1-1, 56' Jan Klijnjan (pen) 2-1, 81' Henk (Charly) Bosveld (e.d.) 2-2 Sparta wint na strafschoppen                            |
| 13 februari 1972 | Volendam – PSV            | 1 – 0 (1 – 0)              | 7' Jan Mühren 1-0 |
| 20 februari 1972 | Ajax – Go Ahead Eagles    | 3 – 0 (0 – 0)              | 58' Arie Haan 1-0, 66' Sjaak Swart 2-0, 74' Barry Hulshoff 3-0 |
| 20 februari 1972 | Fortuna SC – DWS          | 1 – 0 (0 – 0)              | 69' Huub Pfennings 1-0 |

## Kwartfinales
Voor de kwartfinale plaatsten zich zes ploegen uit de Eredivisie en twee ploegen uit de Eerste divisie. De wedstrijden vonden plaats op 15 en 29 maart plus 1 april 1972.
| Datum                            | Wedstrijd               | Uitslag       | Scoreverloop                     |
| -------------------------------- | ----------------------- | ------------- | -------------------------------- |
| 15 maart 1972                    | Fortuna SC – Wageningen | 0 – 0 n.v.    | Wageningen wint na strafschoppen |
| 15 maart 1972 terrein Feijenoord | Sparta – FC Den Haag    | 0 – 1 (0 – 0) | 58' Sjaak Roggeveen 0-1          |
| 29 maart 1972                    | Ajax – N.E.C.           | 1 – 0 (0 – 0) | 88' Piet Keizer 1-0              |
| 1 april 1972                     | Volendam – Excelsior    | 1 – 0 (1 – 0) | 30' Klaas Zwarthoed 1-0          |

## Halve finales
Voor de halve finale  plaatsten zich drie ploegen uit de Eredivisie en één ploeg uit de Eerste divisie. De wedstrijden vonden plaats op 11 en 12 april 1972.
| Datum                            | Wedstrijd                | Uitslag       | Scoreverloop                                   |
| -------------------------------- | ------------------------ | ------------- | ---------------------------------------------- |
| 11 april 1972                    | Ajax – Volendam          | 2 – 0 (2 – 0) | 28' Dick van Dijk 1-0, 33' Johan Neeskens 2-0  |
| 12 april 1972 Terrein FC Utrecht | FC Den Haag – Wageningen | 2 – 0 (2 – 0) | 10' Hans van Eeden 1-0, 35' Hans van Eeden 2-0 |

## Finale
De finale vond plaats op Hemelvaartsdag 1972. Ajax voltooide deel twee van een trilogie door na het landskampioenschap ook de KNVB Beker te winnen. Hoewel het verschil in de uitslag minimaal was, was de Amsterdamse ploeg superieur aan FC Den Haag-ADO. Minister-president Barend Biesheuvel reikte na afloop de beker uit aan aanvoerder Piet Keizer. Doordat Ajax reeds landskampioen was, verkreeg verliezend finalist FC Den Haag-ADO het recht om in de Europacup II 1972/73 uit te komen.
Het derde en laatste deel van de kampioenstrilogie van Ajax volgde op 31 mei, toen de ploeg tevens de Europa Cup I won na een finale tegen Internazionale.
|                               |                                                            |               |                                            |                                                                                 |
| 11 mei 1972 Finale KNVB Beker | Ajax                                                       | 3 – 2 (1 – 0) | FC Den Haag-ADO                            | Stadion Feijenoord, Rotterdam Toeschouwers: 58.000 Scheidsrechter: Jef Dorpmans |
| 11 mei 1972 Finale KNVB Beker | Johan Cruijff 34' Gerrie Mühren 61' (pen.) Piet Keizer 72' |               | 68' Hans van Eeden 85' (pen.) Aad Mansveld | Stadion Feijenoord, Rotterdam Toeschouwers: 58.000 Scheidsrechter: Jef Dorpmans |

| Ajax          |  |                   |
|               |  |                   |
| DM            |  | Heinz Stuy        |
|               |  | Wim Suurbier      |
|               |  | Horst Blankenburg |
|               |  | Barry Hulshoff    |
|               |  | Ruud Krol         |
|               |  | Gerrie Mühren     |
|               |  | Johan Neeskens    |
|               |  | Arie Haan         |
|               |  | Sjaak Swart       |
|               |  | Johan Cruijff     |
|               |  | Piet Keizer       |
| Trainer:      |  |                   |
| Ștefan Kovács |  |                   |

| FC Den Haag-ADO |  |                 |                           |
|                 |  |                 |                           |
| DM              |  | Ton Thie        |                           |
|                 |  | Joop Korevaar   |                           |
|                 |  | Aad Mansveld    |                           |
|                 |  | Piet de Zoete   |                           |
|                 |  | Leo de Caluwé   |                           |
|                 |  | Dick Advocaat   |                           |
|                 |  | Aad Kila        |                           |
|                 |  | Harald Berg     |                           |
|                 |  | Harry Hestad    |                           |
|                 |  | Sjaak Roggeveen | Werd van het veld gehaald |
|                 |  | Hans van Eeden  |                           |
| Wisselspeler:   |  |                 |                           |
|                 |  | René Pas        | Werd in het veld gebracht |
| Trainer:        |  |                 |                           |
| Václav Ježek    |  |                 |                           |

Seizoenen: 1898/99 · 1899/00 · 1900/01 · 1901/02 · 1902/03 · 1903/04 · 1904/05 · 1905/06 · 1906/07 · 1907/08 · 1908/09 · 1909/10 · 1910/11 · 1911/12 · 1912/13 · 1913/14 · 1914/15 · 1915/16 · 1916/17 · 1917/18 · 1918/19 · 1919/20 · 1920/21 · 1921/22 · 1922/23 · 1923/24 · 1925 · 1925/26 · 1926/27 · 1927/28 · 1928/29 · 1929/30 · 1930/31 · 1931/32 · 1932/33 · 1933/34 · 1934/35 · 1935/36 · 1936/37 · 1937/38 · 1938/39 · 1939/40 · 1940/41 · 1941/42 · 1942/43 · 1943/44 · 1944/45 · 1945/46 · 1946/47 · 1947/48 · 1948/49 · 1949/50 · 1950/51 · 1951/52 · 1952/53 · 1953/54 · 1954/55 · 1955/56 · 1956/57 · 1957/58 · 1958/59 · 1959/60 · 1960/61 · 1961/62 · 1962/63 · 1963/64 · 1964/65 · 1965/66 · 1966/67 · 1967/68 · 1968/69 · 1969/70 · 1970/71 · 1971/72 · 1972/73 · 1973/74 · 1974/75 · 1975/76 · 1976/77 · 1977/78 · 1978/79 · 1979/80 · 1980/81 · 1981/82 · 1982/83 · 1983/84 · 1984/85 · 1985/86 · 1986/87 · 1987/88 · 1988/89 · 1989/90 · 1990/91 · 1991/92 · 1992/93 · 1993/94 · 1994/95 · 1995/96 · 1996/97 · 1997/98 · 1998/99 · 1999/00 · 2000/01 · 2001/02 · 2002/03 · 2003/04 · 2004/05 · 2005/06 · 2006/07 · 2007/08 · 2008/09 · 2009/10 · 2010/11 · 2011/12 · 2012/13 · 2013/14 · 2014/15 · 2015/16 · 2016/17 · 2017/18 · 2018/19 · 2019/20 · 2020/21 · 2021/22 · 2022/23 · 2023/24 · 2024/25 · 2025/26
Finales: 2013 · 2014 · 2015 · 2016 · 2017 · 2018 · 2019 · 2020 · 2021 · 2022 · 2023 · 2024 · 2025
Nederland: Eredivisie · Eerste divisie · Tweede divisie · Derde divisie/Topklasse · KNVB Beker
Europa: Champions League · Europa Cup I · Europa Cup II · Europa League · UEFA Cup · Jaarbeursstedenbeker · Intertoto Cup